# Armina grisea
Armina grisea is een slakkensoort uit de familie van de Arminidae. De wetenschappelijke naam van de soort is voor het eerst geldig gepubliceerd in 1929 door O'Donoghue.